# Йосемити (долина)
Вижте пояснителната страница за други значения на Йосемити.
Йосемити (на английски: Yosemite) е ледникова долина в западната част на планината Сиера Невада в щата Калифорния, Съединените американски щати.
Долината има дължина 12 km и ширина около 1,5 километра. Покрита е с гъста борова гора. Тя е част от националния парк „Йосемити“. През нея преминават река Мърсед и няколко нейни притока.